# Médos
Dans la mythologie grecque, Médos (en grec ancien Μῆδος / Mễdos) est le fils de la magicienne Médée. Il existe deux versions distinctes de sa légende :
1. Dans la première, il passe pour le fils d'Égée, roi d'Athènes. Selon cette tradition, Médos suit sa mère lorsque celle-ci est chassée d'Athènes et revient en Colchide ; il n'a pas part au meurtre de l'usurpateur Persès perpétré par Médée.
2. Dans la seconde, il est le fils de Jason et passe pour être élevé par le centaure Chiron. Lorsque, plus tard, il se présente en Colchide, il est emprisonné par Persès, averti par un oracle qu'il doit se méfier des descendants d'Éétès : pour sauver sa vie, Médos se fait passer pour Hippotès, fils de Créon, le roi de Corinthe tué par Médée. Lors de son retour, sa mère se déguise en prêtresse d'Artémis, et, entendant parler de ce prisonnier, elle invoque un prétexte quelconque pour qu'il soit sacrifié aux dieux. Mais lorsqu'elle découvre qu'il s'agit en fait de son fils, elle le libère de ses liens et, l'armant du couteau sacrificiel, l'envoie contre Persès.

Par la suite, Médos est présenté comme un roi puissant d'Asie Mineure, ayant soumis de nombreuses tribus barbares et constitué un royaume auquel il donna son nom (« Médie »). Il est tué lors d'une guerre contre les Indiens.

## Sources
- Pseudo-Apollodore, Bibliothèque [détail des éditions] [lire en ligne] (I, 9, 28).
- Hésiode, Théogonie [détail des éditions] [lire en ligne] (v. 1001).
- Hygin, Fables [détail des éditions] [(la) lire en ligne] (XXVI).